# Championnats des quatre continents de patinage artistique 2013
Navigation
Édition précédente Édition suivante
Les championnats des quatre continents 2013 ont lieu du 6 au 11 février 2013 au gymnase municipal d'Osaka au Japon.

## Qualifications
Les patineurs sont éligibles à l'épreuve s'ils représentent une nation non européenne membre de l'Union internationale de patinage (International Skating Union en anglais) et s'ils ont atteint l'âge de 15 ans avant le 1er juillet 2012 dans leur pays de naissance. La compétition correspondante pour les patineurs européens est le championnat d'Europe 2013. Les fédérations nationales sélectionnent leurs patineurs en fonction de leurs propres critères, mais l'Union internationale de patinage exige un score minimum d'éléments techniques (Technical Elements Score en anglais) lors d'une compétition internationale avant les championnats des Quatre Continents.

### Score minimum d'éléments techniques
L'Union internationale de patinage stipule que les notes minimales doivent être obtenues lors d'une compétition internationale senior reconnue par elle-même au cours de la saison en cours ou précédente.
| Score minimum d'éléments techniques                                                         | Score minimum d'éléments techniques | Score minimum d'éléments techniques |
| Discipline                                                                                  | Programme court                     | Programme libre                     |
| Messieurs                                                                                   | 25.00                               | 45.00                               |
| Dames                                                                                       | 20.00                               | 36.00                               |
| Couples                                                                                     | 20.00                               | 36.00                               |
| Danse sur glace                                                                             | 18.00                               | 28.00                               |
| ------------------------------------------------------------------------------------------- | ----------------------------------- | ----------------------------------- |
| Les scores des programmes courts et libres peuvent être obtenus à différentes compétitions. |                                     |                                     |

### Nombre d'inscriptions par discipline
Chaque nation membre qualifiée peut avoir jusqu'à trois inscriptions par discipline.

## Podiums
| Épreuves                            | Or                            | Argent                                  | Bronze                           |
| ----------------------------------- | ----------------------------- | --------------------------------------- | -------------------------------- |
| Messieurs résultats détaillés       | Kevin Reynolds                | Yuzuru Hanyu                            | Yan Han                          |
| Dames résultats détaillés           | Mao Asada                     | Akiko Suzuki                            | Kanako Murakami                  |
| Couples résultats détaillés         | Meagan Duhamel / Eric Radford | Kirsten Moore-Towers / Dylan Moscovitch | Marissa Castelli / Simon Shnapir |
| Danse sur glace résultats détaillés | Meryl Davis / Charlie White   | Tessa Virtue / Scott Moir               | Madison Chock / Evan Bates       |

## Tableau des médailles
| Rang  | Nation     | Or | Argent | Bronze | Total |
| ----- | ---------- | -- | ------ | ------ | ----- |
| 1     | Canada     | 2  | 2      | 0      | 4     |
| 2     | Japon      | 1  | 2      | 1      | 4     |
| 3     | États-Unis | 1  | 0      | 2      | 3     |
| 4     | Chine      | 0  | 0      | 1      | 1     |
| Total | Total      | 4  | 4      | 4      | 12    |

## Détails des compétitions

### Messieurs

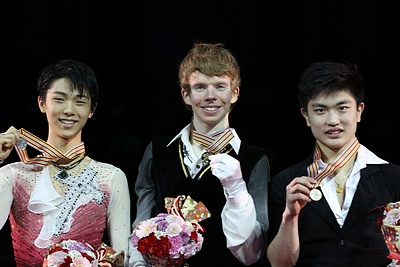
Podium des Messieurs

| Rang | Nom                        | Pays           | Points | Programme court | Programme court | Programme libre | Programme libre |
| ---- | -------------------------- | -------------- | ------ | --------------- | --------------- | --------------- | --------------- |
| 1    | Kevin Reynolds             | Canada         | 250.55 | 6               | 78.34           | 1               | 172.21          |
| 2    | Yuzuru Hanyū               | Japon          | 246.38 | 1               | 87.65           | 3               | 158.73          |
| 3    | Yan Han                    | Chine          | 235.22 | 2               | 85.08           | 5               | 150.14          |
| 4    | Max Aaron                  | États-Unis     | 234.65 | 10              | 72.46           | 2               | 162.19          |
| 5    | Richard Dornbush           | États-Unis     | 234.04 | 3               | 83.01           | 4               | 151.03          |
| 6    | Song Nan                   | Chine          | 228.46 | 5               | 81.16           | 6               | 147.30          |
| 7    | Daisuke Takahashi          | Japon          | 222.77 | 4               | 82.62           | 8               | 140.15          |
| 8    | Takahito Mura              | Japon          | 218.08 | 8               | 78.03           | 9               | 140.05          |
| 9    | Ross Miner                 | États-Unis     | 214.36 | 9               | 74.01           | 7               | 140.35          |
| 10   | Andrei Rogozine            | Canada         | 201.99 | 11              | 70.58           | 11              | 131.41          |
| 11   | Misha Ge                   | Ouzbékistan    | 201.71 | 12              | 70.26           | 10              | 131.45          |
| 12   | Denis Ten                  | Kazakhstan     | 197.26 | 7               | 78.05           | 17              | 119.21          |
| 13   | Wang Yi                    | Chine          | 195.01 | 13              | 68.24           | 13              | 126.77          |
| 14   | Christopher Caluza         | Philippines    | 186.79 | 16              | 58.53           | 12              | 128.26          |
| 15   | Abzal Rakimgaliev          | Kazakhstan     | 185.81 | 15              | 60.83           | 14              | 124.98          |
| 16   | Michael Christian Martinez | Philippines    | 178.08 | 14              | 64.02           | 18              | 113.46          |
| 17   | Lee June-Hyoung            | Corée du Sud   | 176.39 | 18              | 55.63           | 16              | 120.76          |
| 18   | Elladj Baldé               | Canada         | 176.33 | 20              | 51.91           | 15              | 124.42          |
| 19   | Kim Jin-Seo                | Corée du Sud   | 171.01 | 17              | 58.04           | 19              | 112.97          |
| 20   | Kim Min-Seok               | Corée du Sud   | 137.63 | 21              | 51.43           | 20              | 86.20           |
| 21   | Brendan Kerry              | Australie      | 134.26 | 19              | 53.37           | 21              | 80.89           |
| 22   | Jordan Ju                  | Taipei chinois | 121.11 | 22              | 42.78           | 22              | 78.33           |
| 23   | David Kranjec              | Australie      | 115.82 | 23              | 40.51           | 23              | 75.31           |

### Dames

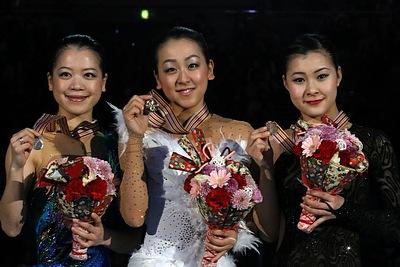
Podium des Dames

| Rang | Nom                | Pays           | Points | Programme court | Programme court | Programme libre | Programme libre |
| ---- | ------------------ | -------------- | ------ | --------------- | --------------- | --------------- | --------------- |
| 1    | Mao Asada          | Japon          | 205.45 | 1               | 74.49           | 1               | 130.96          |
| 2    | Akiko Suzuki       | Japon          | 190.08 | 2               | 65.65           | 2               | 124.43          |
| 3    | Kanako Murakami    | Japon          | 181.03 | 3               | 64.04           | 3               | 116.99          |
| 4    | Christina Gao      | États-Unis     | 176.28 | 4               | 62.34           | 5               | 113.94          |
| 5    | Zijun Li           | Chine          | 170.42 | 10              | 54.51           | 4               | 115.91          |
| 6    | Gracie Gold        | États-Unis     | 166.66 | 5               | 60.36           | 6               | 106.30          |
| 7    | Kaetlyn Osmond     | Canada         | 159.38 | 8               | 56.22           | 7               | 103.16          |
| 8    | Agnes Zawadzki     | États-Unis     | 158.99 | 7               | 57.45           | 8               | 101.54          |
| 9    | Amélie Lacoste     | Canada         | 155.08 | 9               | 54.74           | 9               | 100.34          |
| 10   | Zhang Kexin        | Chine          | 148.34 | 6               | 57.56           | 11              | 90.78           |
| 11   | Julianne Séguin    | Canada         | 146.58 | 12              | 46.82           | 10              | 99.76           |
| 12   | Brooklee Han       | Australie      | 134.90 | 11              | 48.54           | 12              | 86.36           |
| 13   | Reyna Hamui        | Mexique        | 123.69 | 14              | 43.72           | 13              | 79.97           |
| 14   | Chantelle Kerry    | Australie      | 118.11 | 13              | 43.93           | 14              | 74.18           |
| 15   | Crystal Kiang      | Taipei chinois | 109.15 | 18              | 37.99           | 15              | 71.16           |
| 16   | Yeon Jun Park      | Corée du Sud   | 106.79 | 15              | 39.78           | 18              | 67.01           |
| 17   | Melissa Bulanhagui | Philippines    | 106.36 | 17              | 38.58           | 17              | 67.78           |
| 18   | Lejeanne Marais    | Afrique du Sud | 105.06 | 19              | 34.28           | 16              | 70.78           |
| 19   | Melinda Wang       | Taipei chinois | 96.95  | 16              | 39.75           | 20              | 57.20           |
| 20   | Ami Parekh         | Inde           | 88.39  | 20              | 30.07           | 19              | 58.32           |

### Couples
| Rang    | Nom                                     | Pays       | Points | Programme court | Programme court | Programme libre | Programme libre |
| ------- | --------------------------------------- | ---------- | ------ | --------------- | --------------- | --------------- | --------------- |
| 1       | Meagan Duhamel / Eric Radford           | Canada     | 199.18 | 1               | 70.44           | 2               | 128.74          |
| 2       | Kirsten Moore-Towers / Dylan Moscovitch | Canada     | 196.78 | 2               | 66.33           | 1               | 130.45          |
| 3       | Marissa Castelli / Simon Shnapir        | États-Unis | 170.10 | 3               | 53.06           | 3               | 117.04          |
| 4       | Felicia Zhang / Nathan Bartholomay      | États-Unis | 167.30 | 4               | 52.98           | 4               | 114.32          |
| 5       | Peng Cheng / Zhang Hao                  | Chine      | 164.82 | 5               | 52.46           | 6               | 112.36          |
| 6       | Paige Lawrence / Rudi Swiegers          | Canada     | 162.30 | 7               | 48.76           | 5               | 113.54          |
| 7       | Wang Wenting / Zhang Yan                | Chine      | 145.56 | 6               | 51.26           | 7               | 94.30           |
| Forfait | Alexa Scimeca / Chris Knierim           | États-Unis |        | NC              | NC              | NC              | NC              |

### Danse sur glace

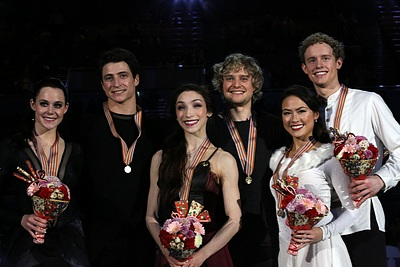
Podium de la danse sur glace

| Rang | Nom                                            | Pays        | Points | Danse courte | Danse courte | Danse libre | Danse libre |
| ---- | ---------------------------------------------- | ----------- | ------ | ------------ | ------------ | ----------- | ----------- |
| 1    | Meryl Davis / Charlie White                    | États-Unis  | 187.36 | 2            | 74.68        | 1           | 112.68      |
| 2    | Tessa Virtue / Scott Moir                      | Canada      | 184.32 | 1            | 75.12        | 2           | 109.20      |
| 3    | Madison Chock / Evan Bates                     | États-Unis  | 160.42 | 3            | 65.44        | 5           | 94.98       |
| 4    | Maia Shibutani / Alex Shibutani                | États-Unis  | 159.97 | 4            | 63.26        | 4           | 96.71       |
| 5    | Piper Gilles / Paul Poirier                    | Canada      | 157.83 | 5            | 60.20        | 3           | 97.63       |
| 6    | Nicole Orford / Thomas Williams                | Canada      | 139.10 | 7            | 53.70        | 6           | 85.40       |
| 7    | Cathy Reed / Chris Reed                        | Japon       | 131.04 | 6            | 53.97        | 7           | 77.07       |
| 8    | Danielle Obrien / Gregory Merriman             | Australie   | 123.88 | 8            | 48.81        | 8           | 75.07       |
| 9    | Yu Xiaoyang / Wang Chen                        | Chine       | 108.82 | 11           | 43.17        | 9           | 65.65       |
| 10   | Anna Nagornyuk / Viktor Kovalenko              | Ouzbékistan | 107.02 | 10           | 43.32        | 10          | 63.70       |
| 11   | Emi Hirai / Marien De La Asuncion              | Japon       | 105.56 | 9            | 44.72        | 11          | 60.84       |
| 12   | Bryna Oi / Taiyo Mizutani                      | Japon       | 89.80  | 12           | 33.90        | 12          | 55.90       |
| 13   | Pilar Maekawa Moreno / Leonardo Maekawa Moreno | Mexique     | 85.02  | 13           | 33.37        | 13          | 51.65       |